# 開閩三王
開閩三王（平話字：Kăi-mìng-săng-uòng）是五代十国时期閩國奠基者王潮、王審邽和王審知三兄弟的神明合稱，大多合奉於開閩尊王廟，合稱「開閩三王」。

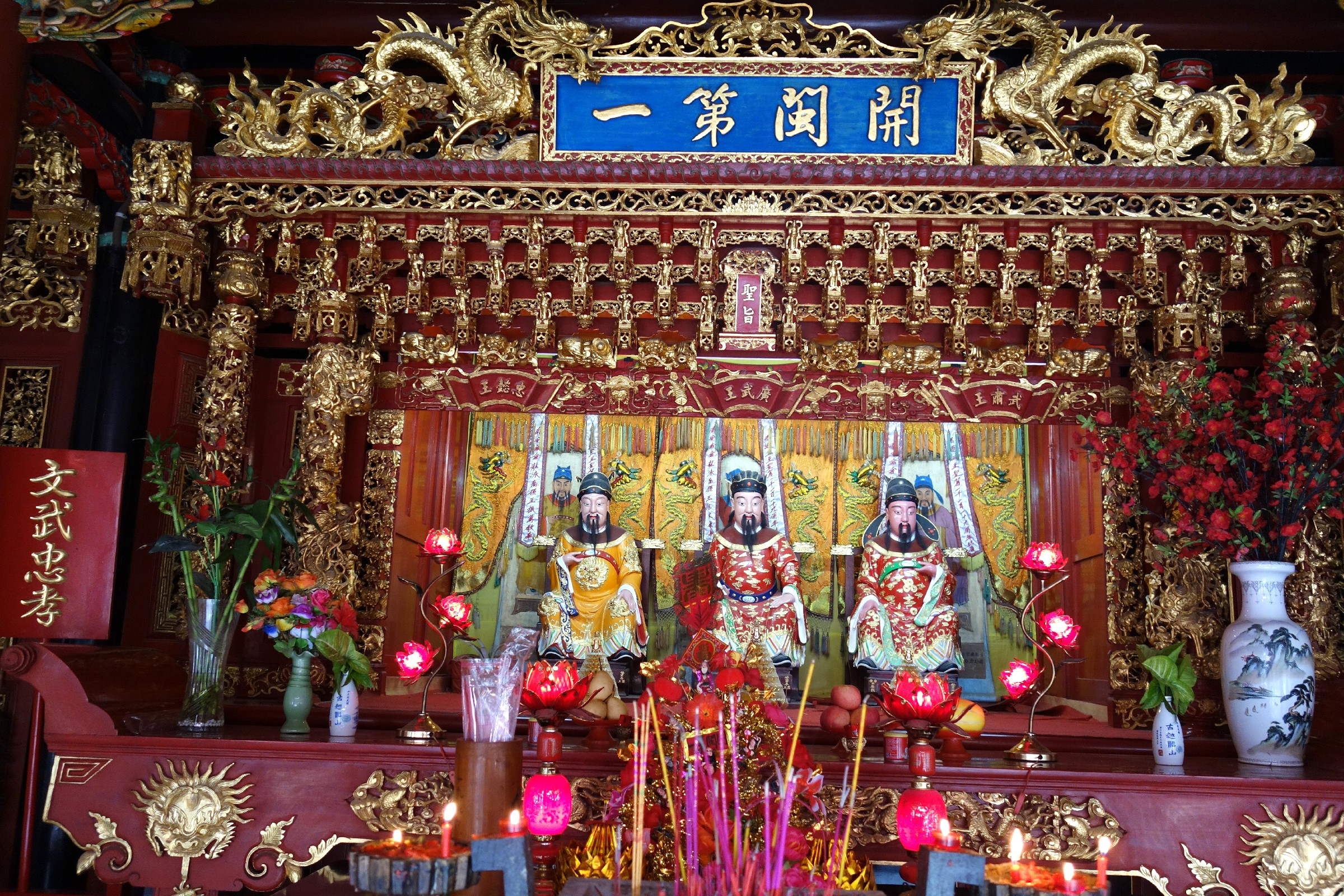
泉州开闽三王祠供奉的王氏三兄弟神像

舊時福州市長樂區有閩王廟，內中供奉“敕封開閩王蔭三王之神位”，後災毀未建，神龕移至他廟奉祀。
目前，泉州市承天寺西側有「開閩三王祠」，奉祀開閩三王。
福州市鼓樓區至今仍有忠懿閩王祠。

### 引用
1. ↑  闽王庙附属碑刻 （页面存档备份，存于），福建省文物局
2. ↑  福建名祠之闽王祠，中国中央电视台《海峡西岸行》